# Rhetenor texanus
Rhetenor texanus (лат.) — вид пауков-скакунов рода Rhetenor из подсемейства Salticinae. Северная Америка: США.

## Описание
Мелкие пауки-скакуны. Самцы: общая длина 3,30 мм; карапакс длиной 1,90 мм, шириной 1,60 мм. Карапакс тёмный красновато-коричневый, глаза широко окольцованы чёрным, покрыты редкими белыми чешуйками, первый глазной ряд с более длинными тёмными волосками, перекрывающими глаза. Бока карапакса с узкой краевой полосой белых чешуек. Стернум светло-коричневый, с малозаметными черными волосками, лабиум и эндиты темные красновато-коричневые, концы бледнее, покрыты черными волосками. Тазики первой пары ног (кокса I) темно-коричневая, остальные светло-коричневые. Первая пара ног темно-рыжевато-коричневые, редко покрыта белыми чешуйками и черными волосками. Остальные ноги светло-коричневые, снизу бледнее, с коричневыми пролатеральными и ретролатеральными полосами, покрыты белыми чешуйками и черными волосками. Брюшко темное красновато-коричневое, блестящее, сильно склеротизованное, с неполной срединной бледной поперечной полосой и изогнутой жёлтой поперечной полосой непосредственно над спиннеретами, низ брюшка более светло-коричневый. Светлые отметины досума густо усеяны белыми чешуйками. Самка: общая длина 2,50 мм; карапакс длиной 1,10 мм, шириной 1,50 мм. Строение и окраска в основном такие же, как у самца.

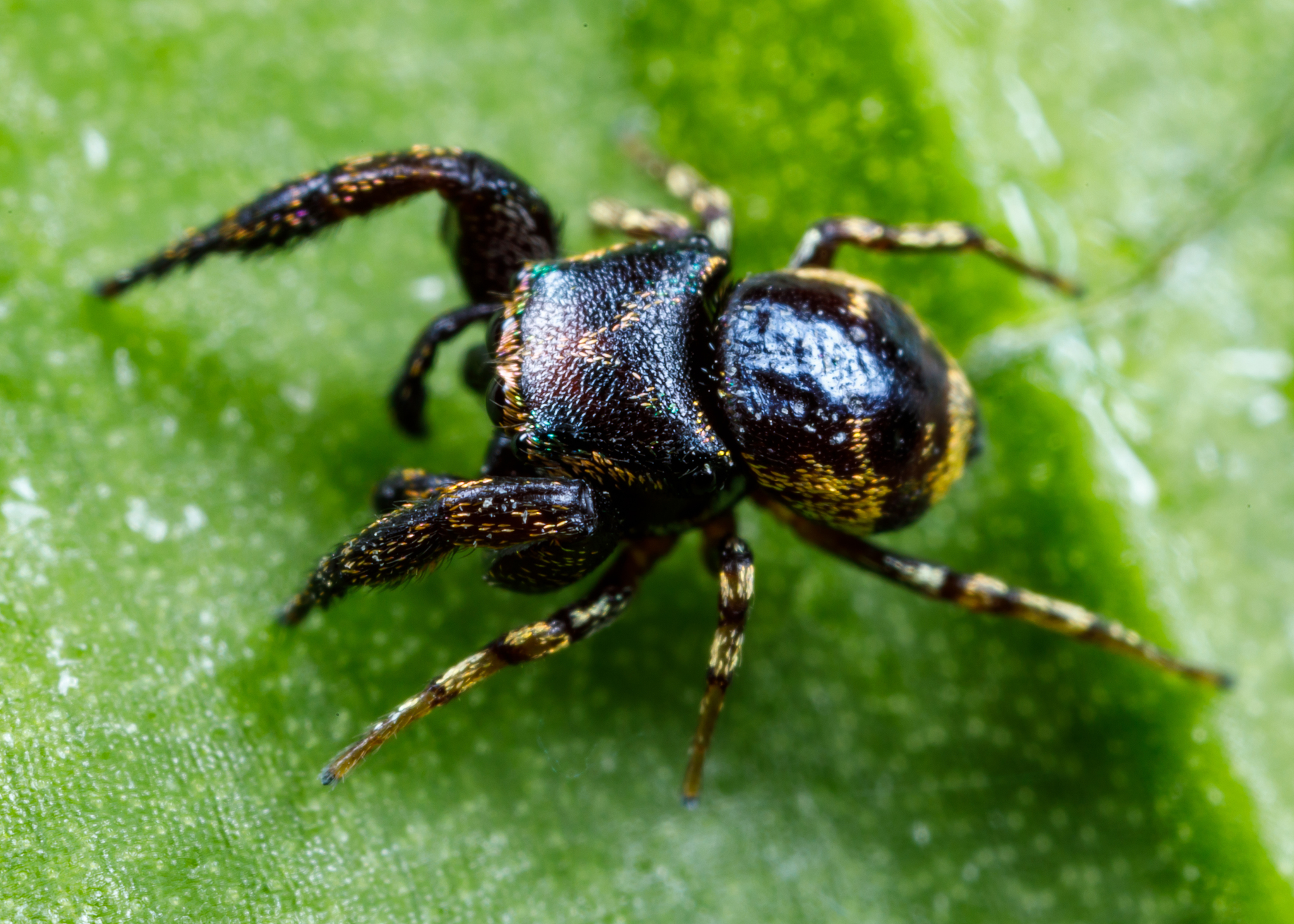
Самец

Карапакс самца слабо выпуклый сверху, шире длины, бока вертикальные, задний край глубоко выемчатый, задняя щель почти вертикальная. Глаза первого ряда рекурвированы, срединные субсмежные, латеральные слегка отделены от срединных и составляют половину их диаметра. Маленькие глаза второго ряда намного ближе к переднему латеральному, чем к заднему боковому глазу. Задний глазной ряд значительно шире переднего, боковые глаза примерно равны по размеру передним латеральным, четырёхугольник этих глаз значительно шире своей длины. Стернум самца длиннее ширины, усеченный спереди и широко разделяющий передние тазики по их ширине, тупо закругленный сзади, задние тазики субсмежные. Лабиум шире длины, наполовину выше округлых эндитов. Хелицеры крупные, косые, верхний край с маленьким зубцом, нижний край с большим сложным зубцом, как у Zygoballus. Ноги передней пары значительно крупнее остальных, бедра довольно плоские по бокам, примерно в два раза шире длины, с 1-1-1 дорсальными и одним дистальным пролатеральным шипом. Пателла и голень первой пары ног равной длины, последняя с 2-2-2 крупными вентральными шипами в дистальной половине, метатарзус с 2-2 шипами снизу. Последние две пары ног без шипиков. Брюшко длиннее ширины, овальное, плотно прилегает к рельефному каудальному краю карапакса.

## Классификация
Вид был впервые описан в 1936 году американским арахнологом Виллисом Герчем (1906—1998). Включён в состав рода Rhetenor из номинативного подсемейства Salticinae. Принадлежит к родовой группе Dendryphantines из супергруппы Euophryoida

## Распространение
США: штат Техас.